# Логвани
Логвани — деревня в Жуковском районе Брянской области, в составе Гришинослободского сельского поселения. 
 Расположена в 5 км к востоку от посёлка Олсуфьево. Постоянное население с 2001 года отсутствует.

## История
Упоминается с начала XX века; до 2005 года состояла в Олсуфьевском сельсовете.
| Годы      | 1926 | 1979 | 1989 | 2002 | 2010 |
| --------- | ---- | ---- | ---- | ---- | ---- |
| Население | 131  | 30   | 8    | 0    | 0    |